# Lej źródłowy
Lej źródliskowy, lej źródłowy, cyrk źródłowy, kocioł źródłowy – nieckowate zamknięcie doliny o stromych stokach otaczające niszę źródłową ze źródłem, będącym początkiem cieku wodnego.
Zbocza leja z biegiem czasu osuwają się, zaś materiał skalny unoszony jest przez wody płynące od źródła, a cała forma stopniowo przesuwa się wstecz (wraz ze źródłem). Leje źródłowe spotyka się w Polsce m.in. na zboczach Babiej Góry i na zachodnim obrzeżu Wyżyny Krakowsko-Częstochowskiej. Rzeka Centuria ma rozwinięty w piaskach lej źródłowy ze stromymi zboczami o wysokości do 30 m.